# Alex Muscat
Alex Muscat (Pietà, 14 dicembre 1984) è un ex calciatore maltese, di ruolo difensore.

## Carriera
Dopo due stagioni di "gavetta" nel Lija Athletic e nel Balzan Youths, viene acquistato appena ventenne dal Sliema Wanderers, una delle squadre più blasonate del panorama calcistico maltese, con cui vince campionato e coppa alla prima stagione.

## Palmarès

### Club

#### Competizioni nazionali
- Premier League (Malta): 1

Sliema Wanderers: 2004-2005
- Coppa di Malta: 3

Sliema Wanderers: 2003-2004, 2008-2009, 2014-2015